# وناپووا
وناپووا (به لاتین: Wennappuwa) یک منطقهٔ مسکونی در سری‌لانکا است که در استان شمال غربی، سری‌لانکا واقع شده‌است.